# Kayhan Kalhor
Kayhan Kalhor (Teheran, 24 novembre 1964) è un musicista e compositore curdo con cittadinanza iraniana.
È originario del Kermanshah.
Lo strumento in cui Keyhan Kalhor è specializzato è il kamancheh e, in aggiunta a questo, suona anche il tanbur, il setar e lo shahkaman. Kalhor ha composto e suonato con famosi artisti iraniani come Mohammad-Reza Shajarian, Shahram Nazeri , Hossein Alizade, Ali Akbar Moradi, Alireza Iftikhari, Iraj Bastami, Homayoun Shajarian, Majid Khalj e membri del gruppo Dastan . Ha lavorato anche nel campo della composizione di colonne sonore per film . La sua collaborazione artistica con vari artisti di altre culture, tra cui Ardal Arzanjan dalla Turchia, Shujaat Husain Khan dall'India, Yo-Yo Ma dalla Cina, Zhao Zhiping, Alim Qassemov dall'Azerbaigian,Brooklyn Rider dall'America, Orchestra La New York Philharmonic, il Kronos Quartet,  e il Netherlands Wind Ensemble,  hanno fatto di lui un artista internazionale.
Keihan Kalhor è stato nominato per un Grammy Award con gli album Bi to Besar Nemishavad, Faryad, Baran e Faratar az nakhsheye joghrafya con il ruolo di compositore e musicista.  Alla 59ª cerimonia dei Grammy Awards, Keyhan Kalhor insieme al gruppo "La via della seta" guidato da Yo-Yo Ma sono riusciti a vincere il Grammy Award per la migliore musica mondiale con l'album " Sing Me Home ".
Al "Nostro quarto festival musicale annuale", che si è tenuto il 16 dicembre 2017 presso la "Vahdat Hall" di Teheran, Keyhan Kalhor è stato premiato per una vita di attività artistica. È il primo musicista iraniano a vincere il prestigioso premio "Womax" nel 2019. Keyhan Kalhor ha ricevuto il premio come miglior artista del 2019 al Womex il 5 novembre 2018 in Finlandia. Ha consegnato questo premio a Mohammad-Reza Shajarian, che in quel momento era malato.

## Biografia e attività artistica
Keyhan Kalhor nacque nel 1964 a Teheran in una famiglia curda e amante della musica.  Suo padre, Abbas Heydari Kalhor, era un impiegato di alto rango del Ministero dell'Agricoltura e nipote di Mehr Ali Khan di Khanin Ayl Kalhor, e il nome di sua madre era Aghdas.
Keyhan Kalhor ha iniziato a studiare musica in modo indipendente all'età di cinque anni. Ha iniziato la sua carriera musicale professionale quando aveva dodici anni. Durante gli anni di studio del liceo, la famiglia Kalhor ritornò a Kermanshah e per questo motivo Keyhan continuò la sua attività con "l'Orchestra Radiofonica e Televisiva di Kermanshah", e in breve tempo fu notato dai professori di musica di Kermanshah. La famiglia Kalhor visse a Kermanshah durante gli anni della rivoluzione e dell'inizio della guerra, ma all'inizio della guerra Iran-Iraq emigrò nuovamente a Teheran e anche l'attività musicali di Keyhan fu svolta a Teheran.
Durante questo periodo, Keyhan Kahlor ha lavorato per un breve periodo con "il gruppo Shida" presso il centro d'arte "Chavush". Ma dopo qualche tempo, Keyhan andò in Italia all'età di diciassette anni e poi andò in Canada per continuare i suoi studi e si laureò in composizione all'Università Carleton di Ottawa. La permanenza di Keyhan Kalhor in Canada durò 8 anni e continuò fino al 1994. Durante questo periodo, il successo di Kalhor è continuato grazie all'attività con il gruppo musicale "Kamkar". Tuttavia, negli ultimi anni di guerra, quando l'aeronautica dell'esercito iracheno Baath bombardò più volte la città di Teheran, la casa di suo padre a Teheran fu colpita da un missile e il padre, la madre e il fratello di Keyhan Kalhor furono uccisi. Keyhan tornò in Iran pochi anni dopo questo incidente nel 1995 e si stabilì a Teheran. Era attivo nel campo della musica in quella città e ha eseguito musica in diversi programmi televisivi con Alireza Eftekhari. Tuttavia, nel 1997, ritornò in Canada per continuare i suoi studi a livello di dottorato. In Canada, ha collaborato con Mohammad Reza Shajarian e Shahram Nazeri e si è esibito in molti dei loro concerti all'estero.
In diversi discorsi e interviste della serie "La via della seta", Keyhan Kalhor ha menzionato la sua motivazione e il suo modello nel suonare il kamancheh del maestro Ali Asghar Behari . Ha fatto molti sforzi per far conoscere la musica iraniana ai non iraniani, la sua collaborazione con artisti indiani come "Shajaat Hossein Khan" (Ghazal) o con il Kronos Quartet (La via della seta), Yo-Yo Ma, New York Philharmonic Orchestra e Rembrandt Trio (gruppo musicale olandese), lo ha reso un artista globale e ha molti ascoltatori tra i non iraniani. Keyhan è persuaso del fatto che: "Un musicista, un musico od un musicologo dovrebbe avere familiarità con la matematica, la storia e la letteratura".
È stato membro del gruppo Dostan per molto tempo e ha suonato nei concerti di questo gruppo insieme a Shahram Nazeri. Tra questi lavori possiamo citare Viaggio dall'altra parte . Dopo la separazione dal gruppo Dostan e l'avvio di attività indipendenti con musicisti stranieri, in collaborazione con i maestri di musica tradizionale iraniana Mohammad-Reza Shajarian e Hossein Alizade, ha realizzato lavori che comprendono sei album: "Zemestan ast", "Bi to Besar nemishavad", "Faryad", "Saz-e Khamush", "Shab, sokut, kabir" e "Sorud-e mehr" . In questi anni ha suonato con numerosi musicisti tra cui Ardal Arzanjan e Tomani Dayabate. È anche musicista nel gruppo "La via della seta" fondato dal violoncellista cinese-americano Yooma. Questo gruppo ha vinto un Grammy Award il 12 febbraio 2017.
Nel 2021, Kalhor era incaricato di creare la colonna sonora della serie "Khatun" .

## Concerti
Insieme al musicista turco di Baghlam, Ardal Arzanjan, ha tenuto concerti in diverse parti del mondo e ha anche pubblicato un album con questo musicista curdo chiamato "The Wind" in compagnia ECM. Nel gennaio 2008, Kalhor ha anche tenuto un concerto con il Brooklyn Ryder String Quartet a New York City, dove hanno suonato parti dell'album "Shahr-e khamush".
Nell'aprile 2018 si sono tenuti i concerti "Shahr-e khamush" con il quartetto "Miniature" alla Vahdat Hall di Teheran.

## Galleria d'immagini

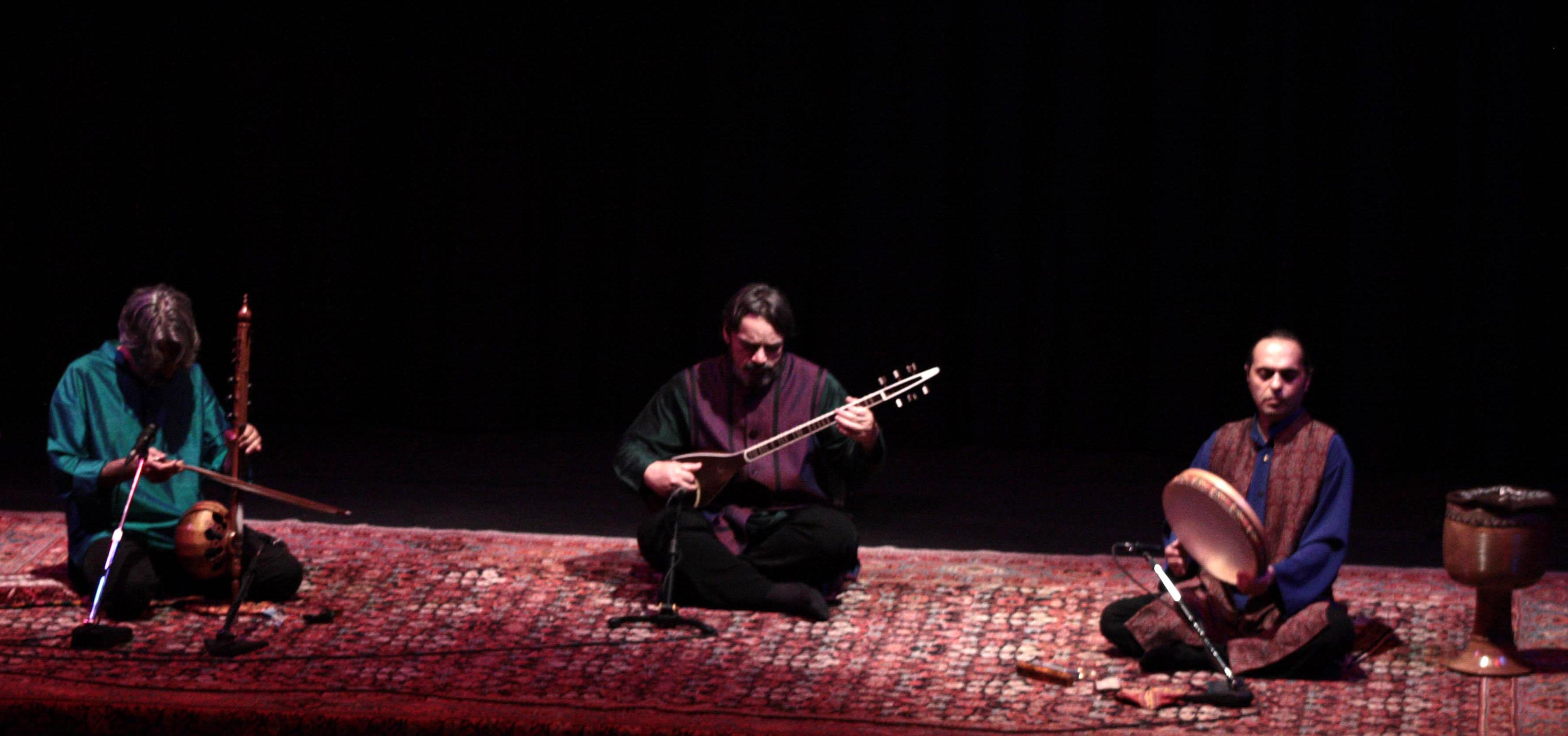
Il musicista in un concerto tenuto a Milano
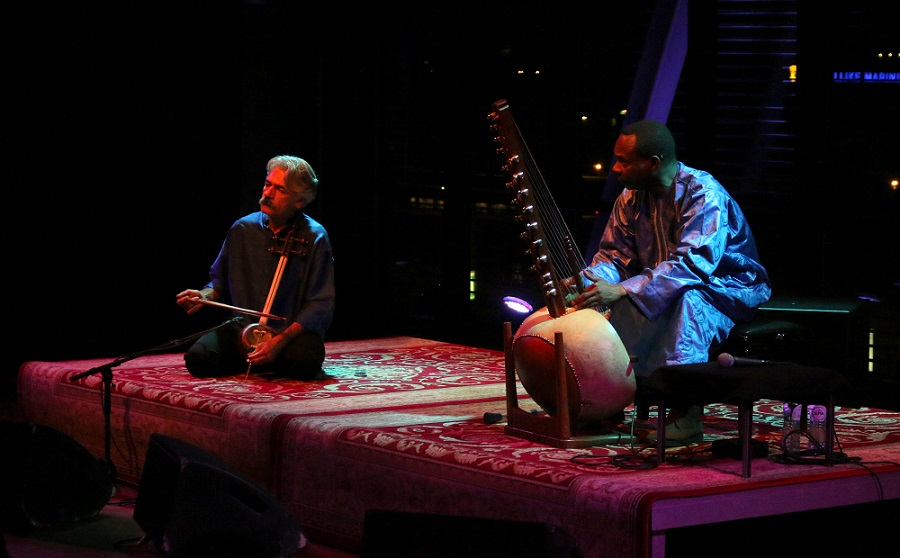
Concerto tenuto ad Amsterdam
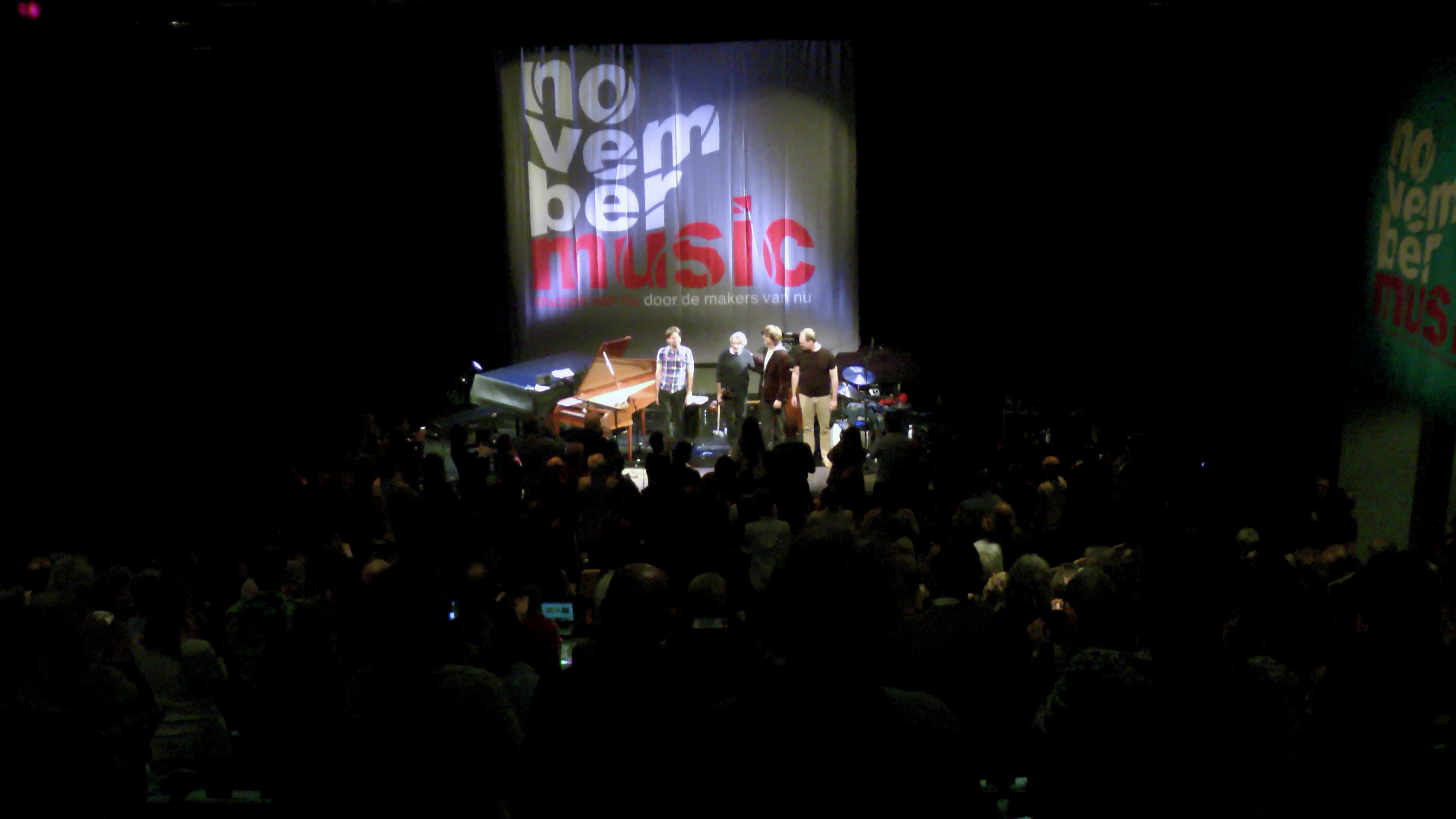
Concerto tenuto nel 2013 a Den Bosch
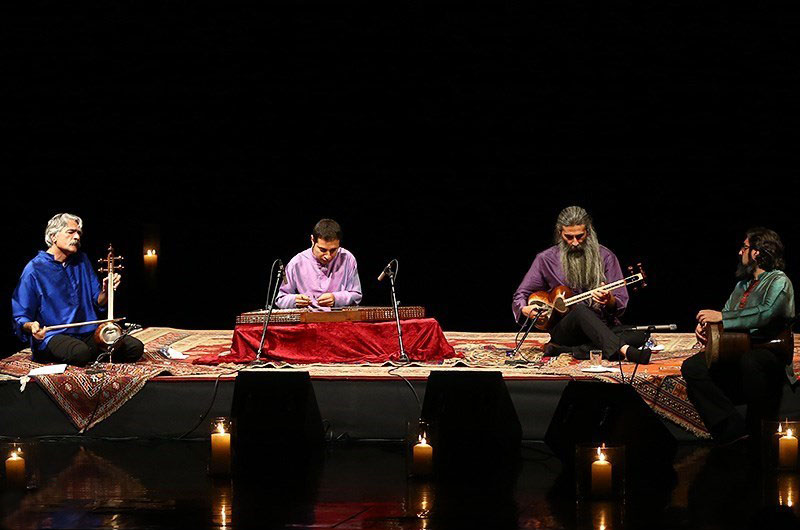
Concerto a Teheran
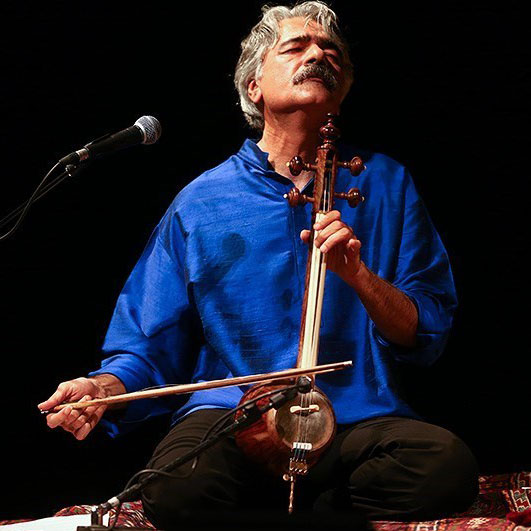
La performance di Kayhan Kalhor durante un concerto a Teheran
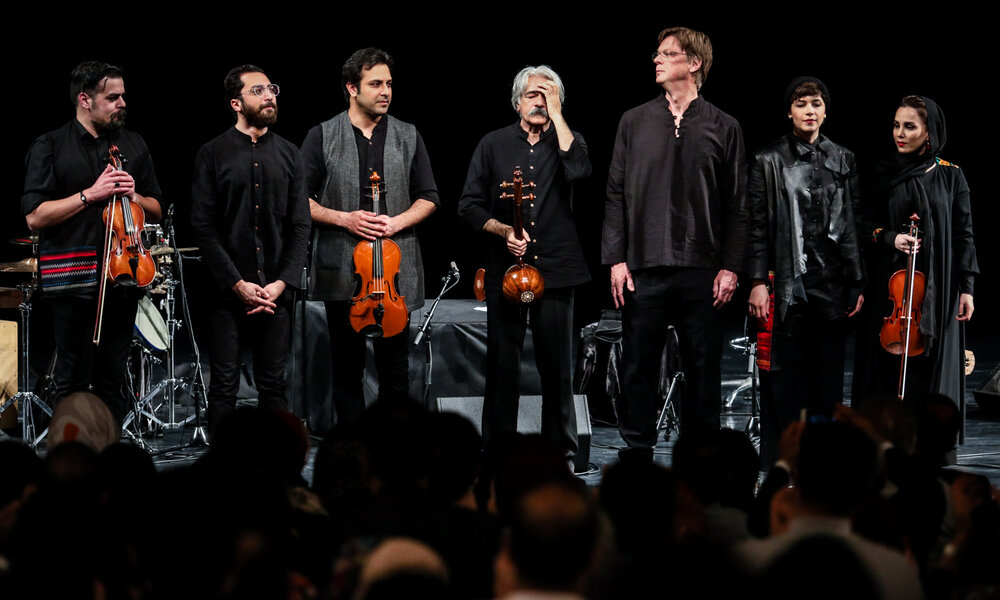